# ミシェル・ドッカリー
ミシェル・ドッカリー（英語: Michelle Dockery, 1981年12月15日 - ）は、イギリスの女優、歌手。2010年から2015年までITVで放送されたTVドラマシリーズおよび映画化された『ダウントン・アビー』のメアリー・クローリー役でもっともよく知られ、エミー賞およびゴールデングローブ賞にノミネートされた。
2004年の舞台 "His Dark Materials" でデビューした。2007年の舞台『ピグマリオン』のイライザ役により、Evenng Standard Award にノミネートされた。2009年の舞台『太陽に灼かれて』により、ローレンス・オリヴィエ賞の助演女優賞にノミネートされた。その他、"The Pillars of Society"（2005年）、『ハムレット』（2010年）などの舞台に出演している。また、『ハンナ』、『アンナ・カレーニナ』、『フライト・ゲーム』などの映画に出演している。
2016年からはTNTのドラマシリーズ "Good Behavior" で主演を務め、麻薬中毒およびアルコール中毒で犯罪常習者のシングルマザーを演じた。

## 家族と教育
1981年12月15日にロンドンで生まれた。ルイーズ、ジョアンの二人の姉がいる。父のマイケル・フランシス・ドッカリーはアイルランド生まれであり 運転手から測量技師となった 。母のロレインはイースト・ロンドン生まれである。
ドッカリーはエセックスのChadwell Heath Foundation School で教育を受け、次に Finch Stage Schoolに進んだ。その後はギルドホール音楽演劇学校に進み、2004年に卒業した。

## 略歴

### 舞台
ドッカリーは National Youth Theatreの一員であり, ギルドホール音楽演劇学校で学んで金メダルを獲得し、2004年にはロイヤル・ナショナル・シアターでの "His Dark Material" でデビューを飾った。 2006年には、"Pillars of Society" での演技に対して "Ian Charleson Award" を得た。
『太陽に灼かれて』ではローレンス・オリヴィエ賞の助演女優賞にノミネートされた。Peter Hal製作の 『ピグマリオン』ではイライザを演じて二度目の "Ian Charleson Awards" を獲得し 、Evening Standard Awards の新人賞を2008年に獲得した。2010年には『ハムレット』でオフィーリアを演じジョン・シムと共演した。

### 映画・テレビ
2005年、『荊の城』でテレビでのデビューを飾った。
2006年には、テリー・プラチェットの小説”Hogfather”の映像化二部作に出演した。2008年にはChannel 4のThe Red Riding Trilogyに出演し、またBBCの "Waking the Dead" で暴行被害者を演じた。2009年にはBBCで "Cranford" のクリスマス・スペシャル二部作に出演し、またBBCの『ねじの回転』（"The Turn of the Screw"）で主演を務めた。
2010年から始まった、ジュリアン・フェロウズ製作の『ダウントン・アビー』でメアリー・クローリーを演じて人気を得た。Southbank Award 新人賞にノミネートされた。同番組は、2015年末までにシーズン6まで放送されて終了した。同番組での演技に対し、エミー賞およびゴールデングローブ賞にノミネートされている。2016年からはTNTのドラマシリーズ『Good Behavior』で主演を務めている。2017年に配信されたNetflixのリミテッドドラマシリーズ『ゴッドレス』でも主演を務め、プライムタイム・エミー賞にノミネートされた。
映画デビューは2011年の『ハンナ』であり、 シアーシャ・ローナン、ケイト・ブランシェットと共演した。2012年の映画『アンナ・カレーニナ』に出演し、William Boydのスパイ小説 "Restless" のテレビ映画に出演した。2014年には、『フライト・ゲーム』でリーアム・ニーソンおよびジュリアン・ムーアと共演した。 

## 音楽
ドッカリーはジャズ・シンガーである。Ronnie Scott's Jazz Clubの50周年で歌い、また『ダウントン・アビー』 では母親役のエリザベス・マクガヴァンの結成したバンドでも歌っている 。

## 出演作品

### 映画
| 年   | 題名                                                            | 役名                         | 備考                 |
| ---- | --------------------------------------------------------------- | ---------------------------- | -------------------- |
| 2010 | Spoiler                                                         | Goth Girl                    | 短編                 |
| 2010 | Shades of Beige                                                 | Jodie                        | 短編                 |
| 2011 | ハンナ Hanna                                                    | マリッサ                     |                      |
| 2012 | Out of Time                                                     | Christine                    | 短編                 |
| 2012 | アンナ・カレーニナ Anna Karenina                                | Princess Myagkaya            |                      |
| 2012 | Angelic Voices: The Choristers of Salisbury Cathedral           | ナレーション                 | ドキュメンタリー     |
| 2014 | フライト・ゲーム Non-Stop                                       | ナンシー・ホフマン           |                      |
| 2014 | Tough Justice                                                   | Connie Tough                 | 短編                 |
| 2015 | Self/less                                                       | Claire                       |                      |
| 2015 | Many Beautiful Things                                           | Voice of Lilias Trotter      | ドキュメンタリー     |
| 2015 | District Zero: What's Hidden Inside the Smartphone of a Refugee | ナレーション                 | ドキュメンタリー     |
| 2016 | Consider Yourself                                               |                              |                      |
| 2017 | ベロニカとの記憶 The Sense of an Ending                         | スージー・ウェブスター       |                      |
| 2019 | ダウントン・アビー Downton Abbey                                | レディ・メアリー・タルボット |                      |
| 2020 | ジェントルメン The Gentlemen                                    | ロザリンド・ピアソン         |                      |
| 2022 | ダウントン・アビー/新たなる時代へ Downton Abbey: A New Era      | レディ・メアリー・タルボット |                      |
| 2024 | HERE 時を越えて Here                                            | ポーリーン                   |                      |
| 2025 | フライト・リスク Flight Risk                                    | マドリン・ハリス             |                      |
| 2025 | Untitled Downton Abbey: A New Era sequel                        | レディ・メアリー・タルボット | ポストプロダクション |

### テレビ
| 年        | 題名                                         | 役名                               | 備考                       |
| --------- | -------------------------------------------- | ---------------------------------- | -------------------------- |
| 2005      | 荊の城 Fingersmith                           | ベティ                             | TV シリーズ                |
| 2006      | Hogfather                                    | スーザン                           | TV映画                     |
| 2007      | Consent                                      |                                    | TV映画                     |
| 2007      | Dalziel and Pascoe                           | Aimee Hobbs                        | TVシリーズ                 |
| 2008      | Poppy Shakespeare                            | Dawn                               | TV 映画                    |
| 2008      | Heartbeat                                    | Sue Padgett                        | TVシリーズ                 |
| 2009      | Red Riding: In the Year of Our Lord 1974     | Kathryn Taylor                     | TV 映画                    |
| 2009      | Red Riding: In the Year of Our Lord 1983     | Kathryn Taylor                     | TV 映画                    |
| 2009      | The Courageous Heart of Irena Sendler        | Ewa Rozenfeld                      | TV 映画                    |
| 2009      | Waking the Dead                              | Gemma Morrison                     | TVシリーズ                 |
| 2009      | Return to Cranford                           | Erminia Whyte                      | TV ミニシリーズ            |
| 2009      | ねじの回転 The Turn of the Screw             | Ann                                | TV 映画                    |
| 2010-2015 | ダウントン・アビー Downton Abbey             | メアリー・クローリー               | TV シリーズ 主要キャスト   |
| 2012      | ホロウ・クラウン/嘆きの王冠 The Hollow Crown | エリザベス・モーティマー（ケイト） | テレビ映画                 |
| 2012      | Restless                                     | Ruth Gilmartin                     | TVミニシリーズ             |
| 2012      | アメリカン・ダッド American Dad!             | Margaret Watkins                   | TV アニメーション 声の出演 |
| 2012      | A Poem Is..                                  | ナレーション                       | TVアニメーション映画       |
| 2013      | ファミリー・ガイ Family Guy                  | British Woman                      | TV アニメーション 声の出演 |
| 2015      | Japan: Earth's Enchanted Islands             | ナレーション                       | TV ドキュメンタリー        |
| 2016-2017 | グッド・ビヘイビア Good Behavior             | レティ・レインズ                   | TNTドラマ、主演            |
| 2017      | ゴッドレス -神の消えた町- Godless            | アリス・フレッチャー               | Netflixドラマ              |
| 2017      | Angie Tribeca                                | Guest Star                         | TBSドラマ                  |
| 2020      | ジェイコブを守るため Defending Jacob         | ローリー・バーバー                 | Apple TV+ドラマ            |
| 2020-2022 | ふしぎの国 アンフィビア Amphibia             | レディ・オリビア                   | TV アニメーション          |
| 2022      | ある告発の解剖 Anatomy of a Scandal          | ケイト・ウッドクロフト             | Netflixドラマ              |

### 舞台
| 年        | 題名                                | 役名                     | Venue                            |
| --------- | ----------------------------------- | ------------------------ | -------------------------------- |
| 2004      | His Dark Materials                  | Jessie                   | ロイヤル・ナショナル・シアター   |
| 2005      | Henry IV, Part 1 & Henry IV, Part 2 | Carrier                  | ロイヤル・ナショナル・シアター   |
| 2005      | The UN Inspector                    | Female activist          | ロイヤル・ナショナル・シアター   |
| 2005      | Pillars of the Community            | Dina                     | ロイヤル・ナショナル・シアター   |
| 2007      | Dying for It                        | Kleopatra                | Almeida Theatre                  |
| 2007      | ピグマリオン                        | イライザ                 | イギリス・ツアー                 |
| 2008      | ワーニャ伯父さん                    | エレーナ                 | イギリス・ツアー                 |
| 2008      | ピグマリオン                        | イライザ                 | オールド・ヴィック・シアター     |
| 2009      | 太陽に灼かれて                      | マルーシャ               | ロイヤル・ナショナル・シアター   |
| 2010      | ハムレット                          | オフィーリア             | クルーシブル劇場, シェフィールド |
| 2017-2018 | Network                             | ダイアナ・クリステンセン | ロイヤル・ナショナル・シアター   |

## 賞とノミネート
| 年   | 賞                               | 部門                                        | 作品                 | 結果       |
| ---- | -------------------------------- | ------------------------------------------- | -------------------- | ---------- |
| 2005 | Ian Charleson Awards             | Best Actress                                | Pillars of Community | ノミネート |
| 2007 | Ian Charleson Awards             | Best Actress                                | ピグマリオン         | 2nd prize  |
| 2008 | Evening Standard Award           | Outstanding Newcomer                        | ピグマリオン         | ノミネート |
| 2010 | ローレンス・オリビエ賞           | 助演女優賞                                  | 太陽に灼かれて       | ノミネート |
| 2011 | モンテカルロ・テレビ祭           | 最高女優賞                                  | ダウントン・アビー   | ノミネート |
| 2012 | Critics' Choice Television Award | ドラマ最高女優賞                            | ダウントン・アビー   | ノミネート |
| 2012 | Glamour Awards                   | Editor's Special Award                      |                      | 受賞       |
| 2012 | プライムタイム・エミー賞         | 主演女優賞ドラマ部門                        | ダウントン・アビー   | ノミネート |
| 2012 | サテライト賞                     | 最高女優賞テレビドラマ部門                  | ダウントン・アビー   | ノミネート |
| 2013 | ゴールデングローブ賞             | 最高女優賞テレビドラマ部門                  | ダウントン・アビー   | ノミネート |
| 2013 | 全米映画俳優組合賞               | 女優賞ドラマシリーズ部門                    | ダウントン・アビー   | ノミネート |
| 2013 | 全米映画俳優組合賞               | アンサンブル演技賞ドラマシリーズ部門        | ダウントン・アビー   | 受賞       |
| 2013 | プライムタイム・エミー賞         | 主演女優賞ドラマシリーズ部門                | ダウントン・アビー   | ノミネート |
| 2013 | Huading Awards                   | Best Global Actress                         | ダウントン・アビー   | 受賞       |
| 2014 | プライムタイム・エミー賞         | 主演女優賞ドラマシリーズ部門                | ダウントン・アビー   | ノミネート |
| 2014 | 全米映画俳優組合賞               | アンサンブル演技賞ドラマシリーズ部門        | ダウントン・アビー   | 受賞       |
| 2015 | 全米映画俳優組合賞               | アンサンブル演技賞ドラマシリーズ部門        | ダウントン・アビー   | 受賞       |
| 2016 | 全米映画俳優組合賞               | アンサンブル演技賞ドラマシリーズ部門        | ダウントン・アビー   | ノミネート |
| 2018 | プライムタイム・エミー賞         | 主演女優賞リミテッドシリーズ/テレビ映画部門 | ゴッドレス           | ノミネート |

## 日本語吹き替え
『ダウントン・アビー』以降、甲斐田裕子が多くの作品で担当している。